# 몽양 여운형 선생 생가지 및 유물 일괄
몽양 여운형 선생 생가지 및 유물 일괄은 대한민국 경기도 양평군 양서면 신원리에 있다. 2009년 3월 6일 양평군의 향토유적 제45호로 지정되었다.

## 개요
신원역에서 묘곡마을로 약 15분 정도 가다보면 오른편에 야트막한 야산 하나가 나오는데 이곳이 몽양 여운형 선생의 생가가 있었던 곳으로 현재 생가가 복원되어 있다.

## 같이 보기
- 여운형